# Euphorbia ohiva
Euphorbia ohiva är en törelväxtart som beskrevs av Wessel Swanepoel. Euphorbia ohiva ingår i släktet törlar, och familjen törelväxter. Inga underarter finns listade i Catalogue of Life.